# North Canaan
North Canaan est une ville située dans le comté de Litchfield, dans l'État du Connecticut, aux États-Unis. Lors du recensement de 2010, North Canaan avait une population totale de 3 315 habitants.

## Géographie
Selon le Bureau du recensement des États-Unis, la superficie de la municipalité est de 19,47 milles carrés (50,43 km2), presque exclusivement des terres.

## Histoire
North Canaan devient une municipalité en 1858, en se séparant du reste de Canaan.

## Démographie
D'après le recensement de 2000, il y avait 3 350 habitants, 1 343 ménages, et 864 familles dans la ville. La densité de population était de 66,5 hab/km2. Il y avait 1 444 maisons avec une densité de 28,7 maisons/km2. La décomposition ethnique de la population était : 96,93 % blancs ; 1,19 % noirs ; 0,18 % amérindiens ; 0,18 % asiatiques ; 0,00 % natifs des îles du Pacifique ; 0,39 % des autres races ; 1,13 % de deux ou plus races. 2,36 % de la population était hispanique ou Latino de n'importe quelle race.
Il y avait 1 343 ménages, dont 30,0 % avaient des enfants de moins de 18 ans, 50,4 % étaient des couples mariés, 9,9 % avaient une femme qui était parent isolé, et 35,6 % étaient des ménages non-familiaux. 30,2 % des ménages étaient constitués de personnes seules et 13,9 % de personnes seules de 65 ans ou plus. Le ménage moyen comportait 2,38 personnes et la famille moyenne avait 2,98 personnes.
Dans la ville la pyramide des âges était 23,3 % en dessous de 18 ans, 6,7 % de 18 à 24, 28,1 % de 25 à 44, 22,9 % de 45 à 64, et 19,0 % qui avaient 65 ans ou plus. L'âge médian était 40 ans. Pour 100 femmes, il y avait 92,6 hommes. Pour 100 femmes de 18 ans ou plus, il y avait 89,1 hommes.
Le revenu médian par ménage de la ville était 39 020 dollars US, et le revenu médian par famille était $52 292. Les hommes avaient un revenu médian de $34 135 contre $23 705 pour les femmes. Le revenu par habitant de la ville était $18 971. 5,8 % des habitants et 3,3 % des familles vivaient sous le seuil de pauvreté. 3,1 % des personnes de moins de 18 ans et 5,0 % des personnes de plus de 65 ans vivaient sous le seuil de pauvreté.
| 1860  | 1870  | 1880  | 1890  | 1900  | 1910  |
| ----- | ----- | ----- | ----- | ----- | ----- |
| 1 426 | 1 695 | 1 537 | 1 683 | 1 803 | 2 171 |

| 1920  | 1930  | 1940  | 1950  | 1960  | 1970  |
| ----- | ----- | ----- | ----- | ----- | ----- |
| 1 933 | 2 287 | 2 304 | 2 647 | 2 836 | 3 045 |

| 1980  | 1990  | 2000  | 2010  | - | - |
| ----- | ----- | ----- | ----- | - | - |
| 3 185 | 3 284 | 3 350 | 3 315 | - | - |